# Ячкув
Ячкув (пол. Jaczków, нім. Hartmannsdorf) — село в Польщі, у гміні Чарний Бур Валбжиського повіту Нижньосілезького воєводства.
Населення — 463 особи (2011).
У 1975—1998 роках село належало до Валбжиського воєводства.

## Демографія
Демографічна структура станом на 31 березня 2011 року:
|          | Загалом | Допрацездатний вік | Працездатний вік | Постпрацездатний вік |
| -------- | ------- | ------------------ | ---------------- | -------------------- |
| Чоловіки | 231     | 59                 | 158              | 14                   |
| Жінки    | 232     | 38                 | 151              | 43                   |
| Разом    | 463     | 97                 | 309              | 57                   |

## Галерея

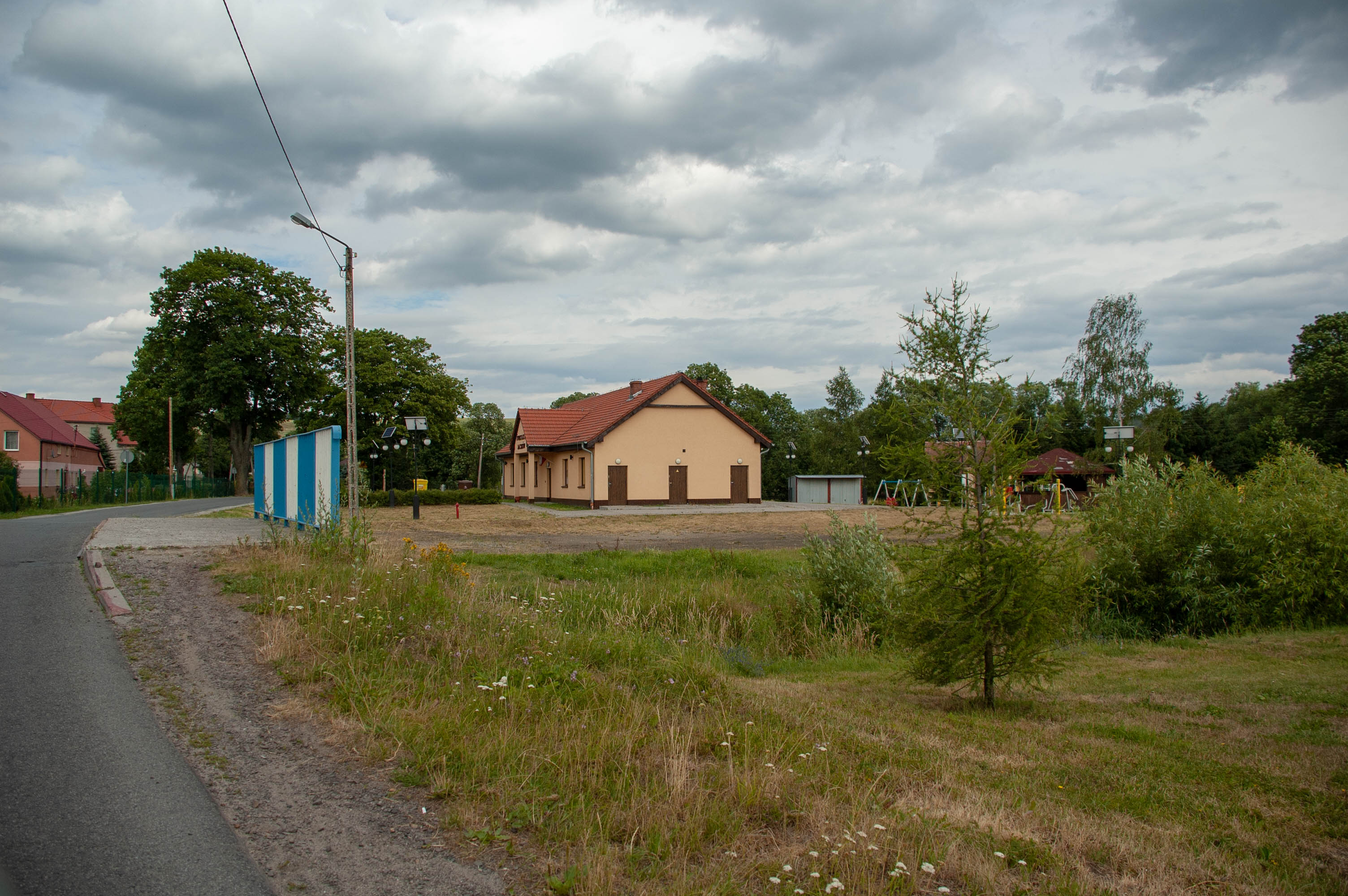
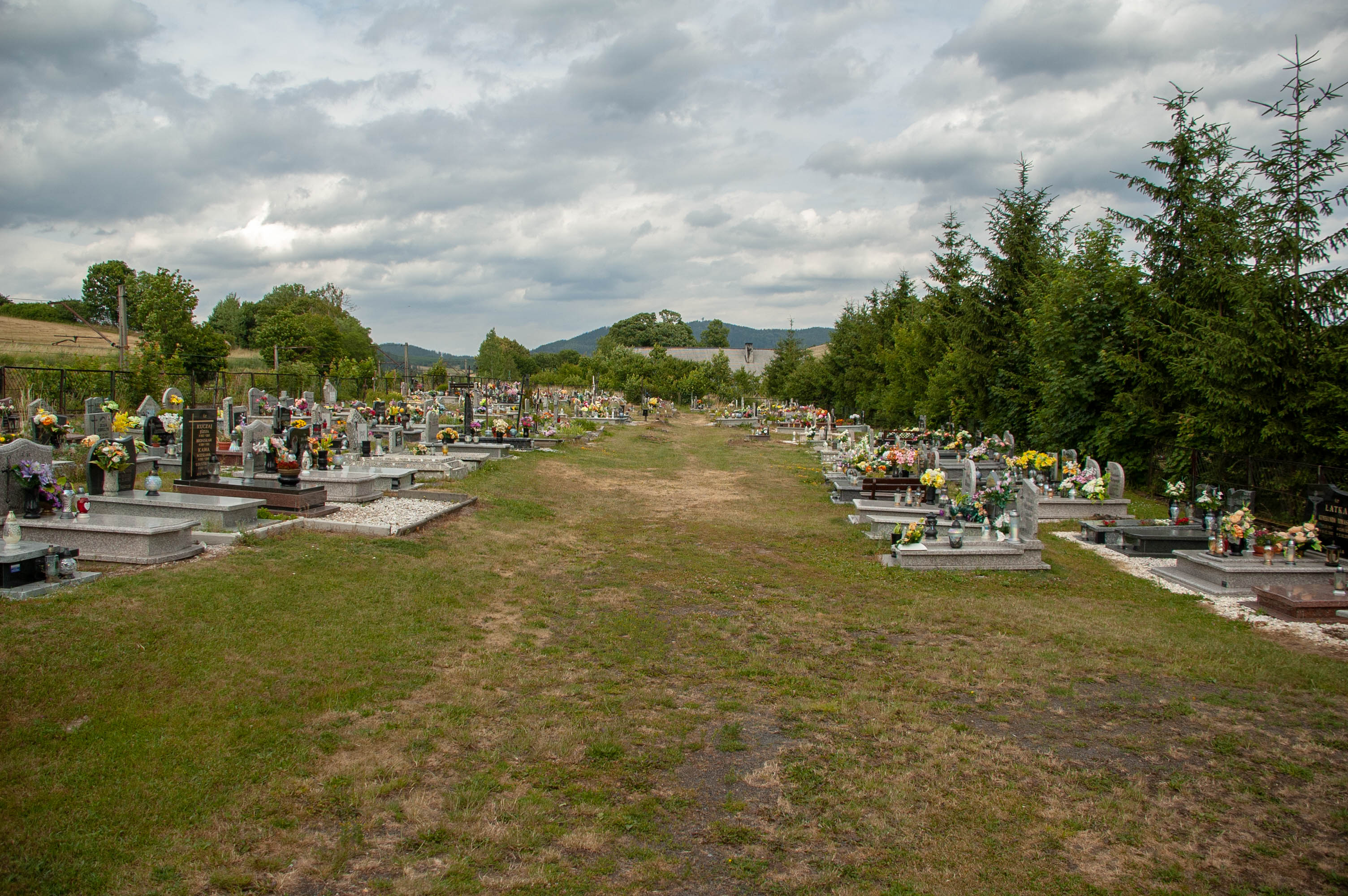
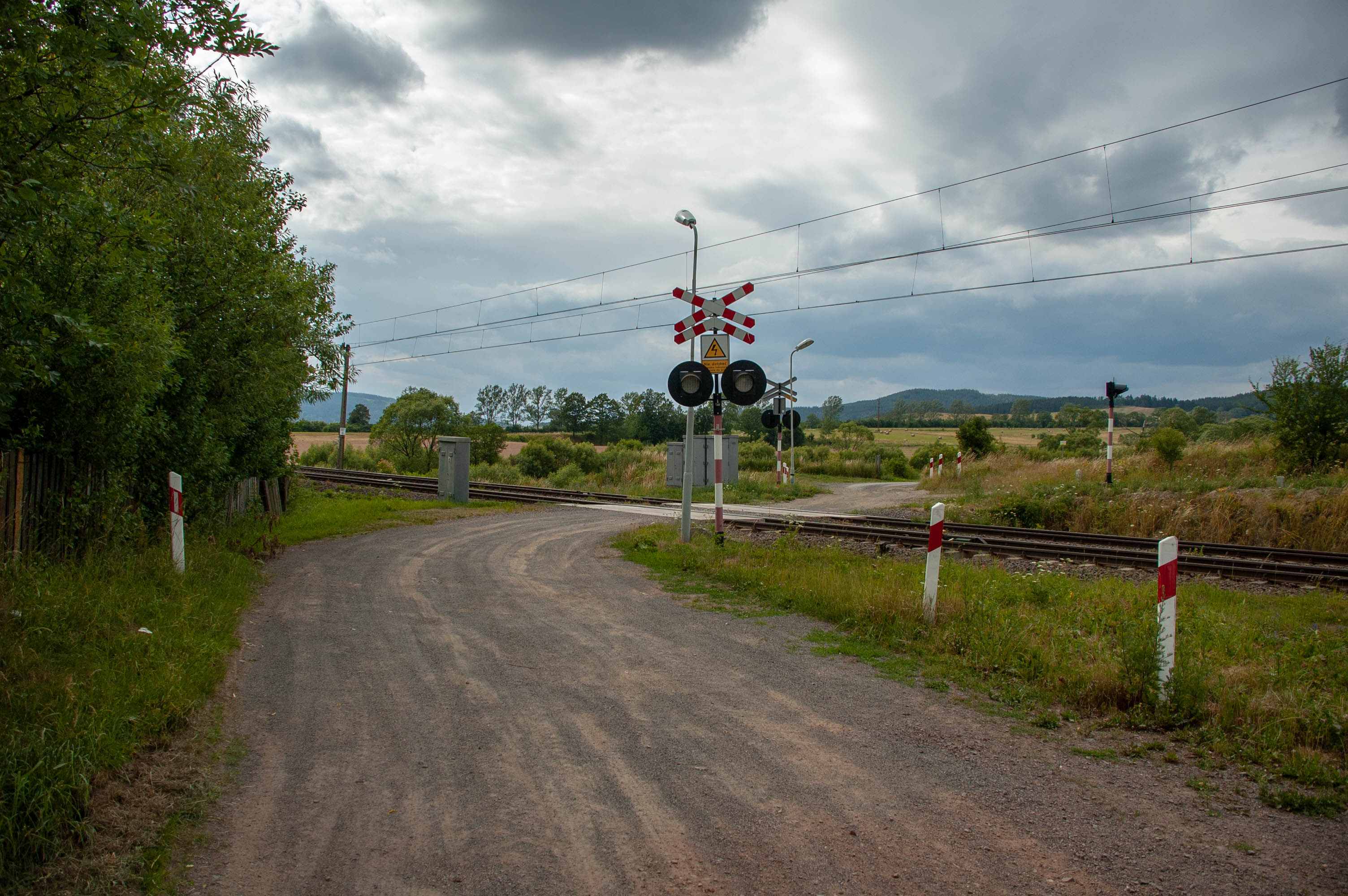

## Відомі уродженці
- Казімеж Липень (1949—2005) — польський борець греко-римського стилю, дворазовий чемпіон та чотириразовий срібний призер чемпіонатів світу, триразовий чемпіон, срібний та дворазовий бронзовий призер чемпіонатів Європи, чемпіон та бронзовий призер Олімпійських ігор.